# Taylor Corry
Taylor Corry (nacida el 31 de enero de 1995) es una nadadora australiana S14. En los Juegos Paralímpicos de Londres 2012, ganó dos medallas de plata.

## Vida personal
Corry nació el 31 de enero de 1995, y creció en Anna Bay, Nueva Gales del Sur. Tiene una discapacidad intelectual. A partir de 2012, es estudiante de secundaria en el St. Philips Cristian College, Port Stephens.
Su hermano mayor es Keiran Corry, quien, al igual que Taylor, ha representado a Australia en los Juegos Mundiales de 2011 en natación, donde ganó tres medallas de plata y una de bronce.

## Natación

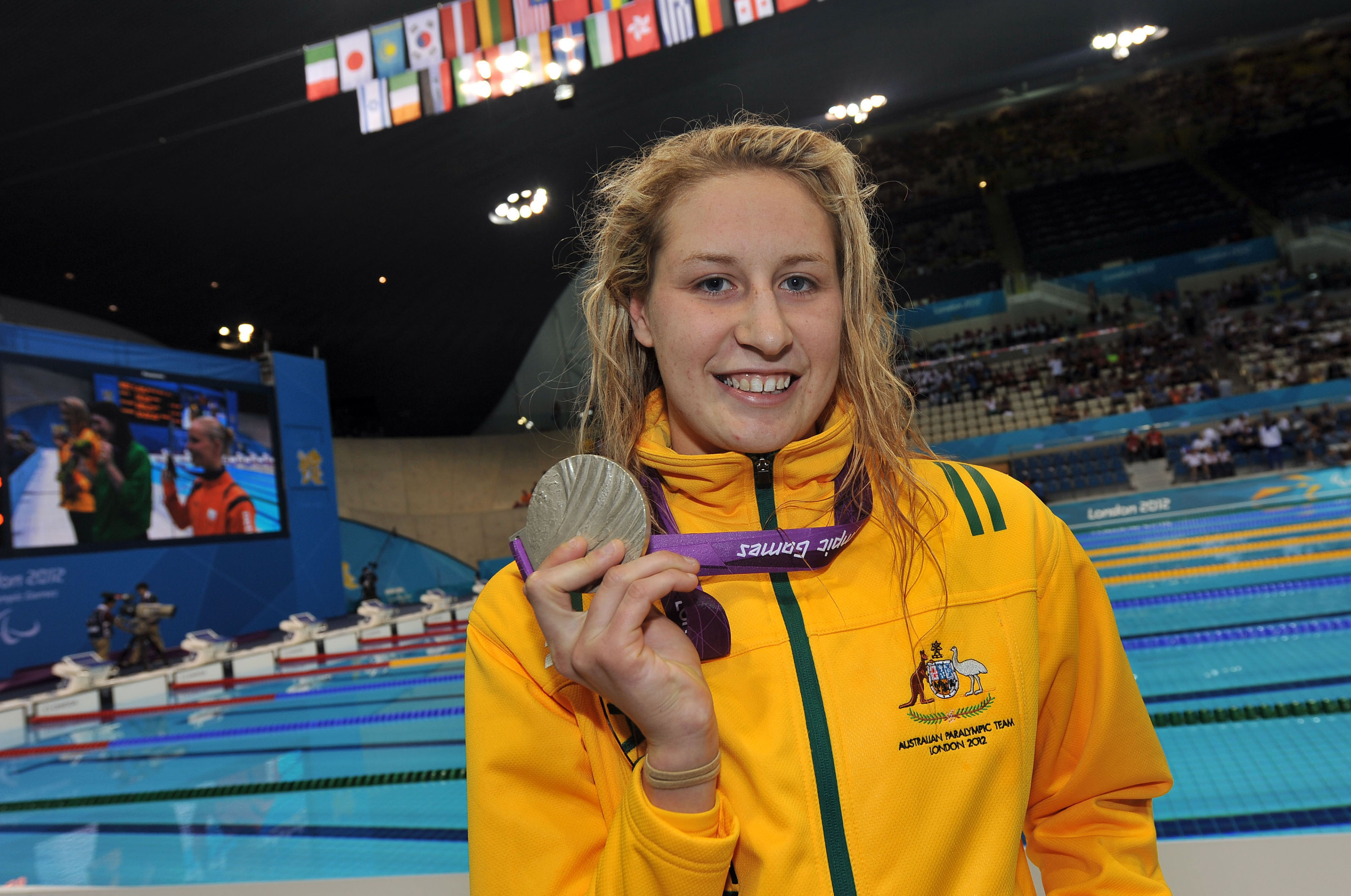
Taylor Corry luciendo su medalla olímpica de los Juegos de Londres 2012.

Corry es una nadadora clasificada en el S14.  Ha sido entrenada por Tom Davis desde diciembre de 2010, a con quien siguió entrenando para ir a los Juegos Paralímpicos de Londres 2012.
Comenzó a nadar en 2004. Ganó tres medallas de oro y dos de plata en el Campeonato Nacional de Menores de 2009. Al año siguiente, compitió en el Campeonato Australiano de Carreras Cortas de 2010.
En 2011, la mayoría de los días, Corry entrenaba dos horas al día y dos veces al día. Ese año, compitió en los Campeonatos estatales de carreras cortas de edad de Nueva Gales del Sur de 2011 y en el Campeonato Abierto del Estado de Nueva Gales del Sur de 2011. Posteriormente, compitió en los Campeonatos Nacionales de Australia de menores de edad de 2011, donde obtuvo siete medallas de oro. Una de sus medallas de oro fue en la prueba de chicas de 15-16 años de 50 metros espalda, donde tuvo un tiempo de 34,81 segundos. Otra medalla de oro fue para las chicas de 15-16 años en los 50 metros mariposa, con un tiempo de 33,26 segundos.
Corry también compitió en el Campeonato Australiano de Corto Recorrido de 2011, donde estableció un récord mundial de su clasificación en los 50 metros de espalda multiclase con un tiempo de 31,87 segundos.

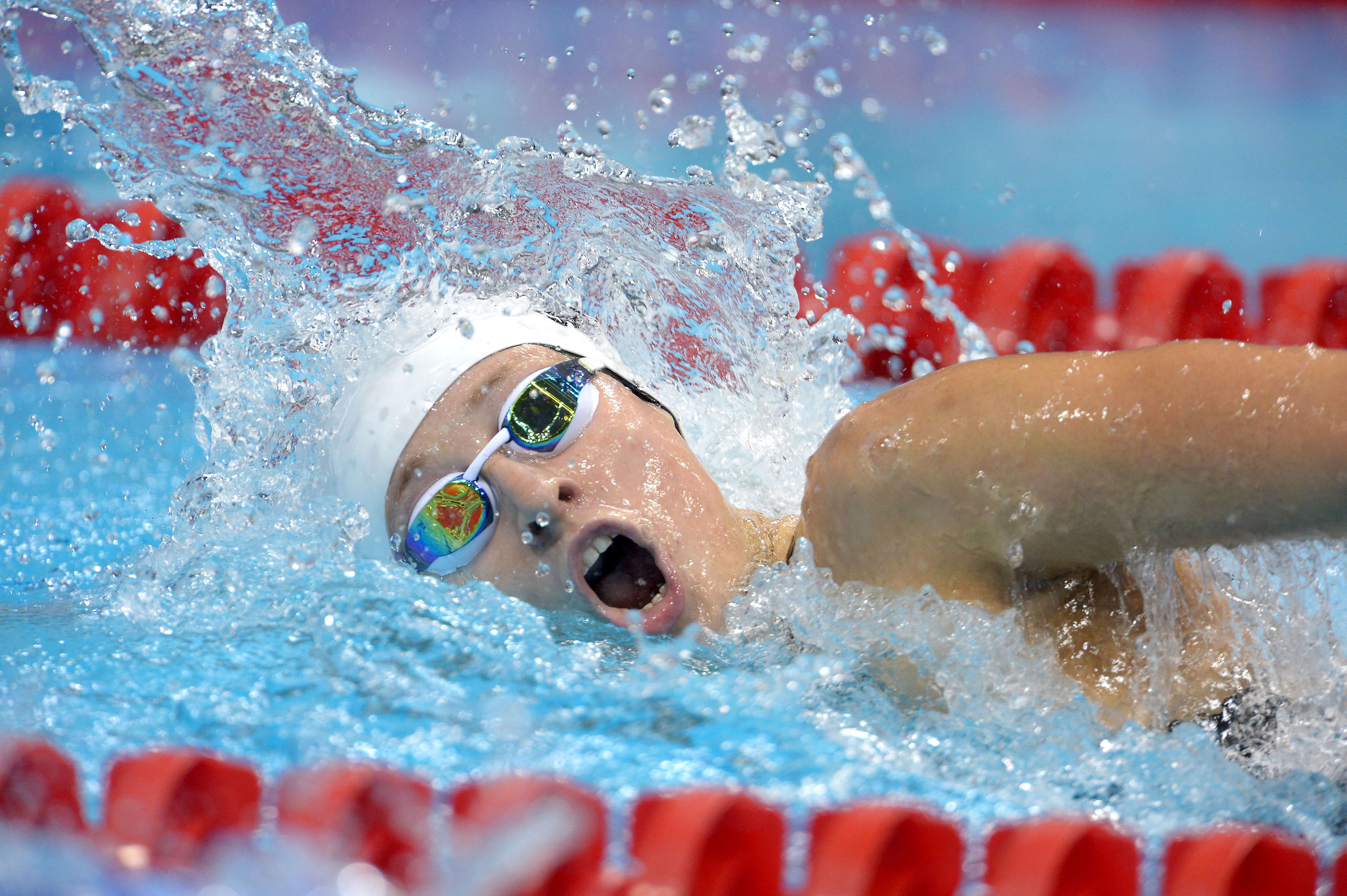
Corry en los Juegos Paralímpicos de Londres 2012.

Debutó con la selección nacional en 2011 en los Juegos Mundiales organizados por Italia, donde obtuvo ocho medallas de oro y una de plata. Las medallas de oro llegaron en las pruebas de 50 metros espalda, 100 metros espalda y 100 metros estilo libre. Sus otras medallas de oro llegaron en las pruebas de relevos. Su medalla de plata fue en los 50 metros libres. En 2011, en unos días de descanso después de los Juegos Mundiales, compitió en los campeonatos nacionales australianos de clases múltiples en Canberra, donde obtuvo medallas de oro en los 50 metros mariposa, 50, 100 metros espalda, 50, 100 metros estilo libre y 200 metros individuales de estilo medley, y luego compitió en el Campeonato Nacional de Natación de Australia,[6] donde terminó tercera en la prueba de 50 metros libres de clase múltiple con un tiempo de 29.16. En los Juegos Paralímpicos de Londres 2012, ganó dos medallas de plata en las pruebas de 100 metros espalda y 200 metros libres de estilo S14. y participó en un evento de recaudación de fondos del Club Rotary local para ayudar a cubrir sus gastos para competir en los Juegos Paralímpicos.
Compitiendo en los Campeonatos Mundiales de Natación IPC 2013 en Montreal, Quebec, Canadá, ganó una medalla de bronce en los 200 m estilo libre femenino S14. En los Campeonatos Mundiales de Natación IPC 2015 en Glasgow, Escocia, ganó una medalla de bronce en los 100 m espalda femeninos S14. Terminó cuarta en los 200 m estilo libre femenino S14 y en los 200 m Medley individual femenino SM14.

## Mejores tiempos personales al 30 de julio de 2012
| Carrera | Evento             | Hora                                        | Reunión                                      | Fecha natación | Referencias |
| ------- | ------------------ | ------------------------------------------- | -------------------------------------------- | -------------- | ----------- |
| Largo   | 100 m espalda      | 01:11.1                                     | 2012 Australia Swimming Championships        | 15-Mar-12      | [ 6 ]       |
| Corto   | 100 m espalda      | 01:09.6                                     | 2011 NSW State Age SC Championships          | 14-Aug-11      | [ 6 ]       |
| Largo   | 100 m crol         | 01:39.2                                     | 2011 NSW State Open Championsh               | 11-Feb-11      | [ 6 ]       |
| Largo   | 100 m estilo libre | 01:02.1                                     | 2012 EnergyAustralia Swimming Championships  | 19-Mar-12      | [ 6 ]       |
| Corto   | 100 m estilo libre | 01:03.2                                     | 2012 NSW SC Country Championships            | 8-Jul-12       | [ 6 ]       |
| Largo   | 200 m espalda      | 02:36.2                                     | 2012 NSW Country Championships-Individual    | 26-Feb-2012    | [ 6 ]       |
| Corto   | 200 m espalda      | 02:32.2                                     | 2012 NSW SC Country Championships            | 8-Jul-2012     | [ 6 ]       |
| Largo   | 200 m estilo libre | 02:14.5                                     | 2012 EnergyAustralia Swimming Championships  | 21-Mar-2012    | [ 6 ]       |
| Corto   | 200 m estilo libre | 02:15.2                                     | 2012 NSW SC Country Championships            | 8-Jul-2012     | [ 6 ]       |
| Largo   | 200 m medley       | 02:43.7                                     | 2012 NSW State Open Championships All Events | 10-Feb-2012    | [ 6 ]       |
| Corto   | 200 m medley       | 02:44.5                                     | 2010 Telstra Australian Short Course         | 14-Jul-2010    | [ 6 ]       |
| Corto   | 400 m estilo libre | 04:42.4                                     | 2012 NSW SC Country Championships            | 7-Jul-2012     | [ 6 ]       |
| Largo   | 50 m espalda       | 32.64                                       | 2012 EnergyAustralia Swimming Championships  | 20-Mar-2012    | [ 6 ]       |
| Corto   | 50 m espalda       | 31.87                                       | 2011 Australian Short Course Championships   | 3-Jul-2011     | [ 6 ]       |
| Largo   | 50 m crol          | 42.49                                       | 2012 NSW Country Championships-Individual    | 25-Feb-2012    | [ 6 ]       |
| Corto   | 50 m crol          | 40.55                                       | 2011 NSW Country SC Championships            | 9-Jul-2011     | [ 6 ]       |
| Largo   | 50 m mariposa      | 2012 EnergyAustralia Swimming Championships | 17-Mar-2012                                  | [ 6 ]          |             |
| Corto   | 50 m mariposa      | 31.99                                       | 2010 Telstra Australian Short Course         | 14-Jul-2010    | [ 6 ]       |
| Largo   | 50 m estilo libre  | 28.87                                       | 2012 EnergyAustralia Swimming Championships  | 16-Mar-2012    | [ 6 ]       |
| Corto   | 50 m estilo libre  | 29.08                                       | 2011 Australian Short Course Championships   | 1-Jul-2011     | [ 6 ]       |